# Bobki
Bobki (en rus: Бобки ) és un poble (un possiólok) del krai de Perm, a Rússia, que el 2010 tenia 80 habitants.